# Hestholm
Hestholm ist eine Insel in der Schlei in Schleswig-Holstein.
Der Name bedeutet „Pferdeinsel“, von dänisch hest (= „Pferd“) und holm (= „kleine Insel“).
Sie liegt in der Großen Breite und weist eine Fläche von nur wenigen hundert Quadratmetern auf. Ihre maximale Höhe beträgt etwa 40 cm über NN. Sie wird bei Hochwasser überspült, wodurch eine botanisch wertvolle Salzwiese entstand. Aus diesem Grund ist die Insel seit 1976 als Naturschutzgebiet ausgewiesen. Dieses Naturschutzgebiet "Reesholm/Schlei", zu dem auch die Halbinsel Reesholm (auch Palör, dänisch: Rejsholm) gehört, hat eine Fläche von 1,20 km².
Hestholm gehört zur Gemarkung Schlei der Gemeinde Schaalby (ehemalige Gemeinde Füsing, die 1974 im Zuge der Gebietsreform nach Schaalby eingemeindet wurde). Sie trägt die Flurstücksnummer 2 innerhalb der Flur 3 der Gemarkung Schlei. Das Flurstück hat eine amtliche Größe von 4.563 m². Das war die tatsächliche Größe der Insel im Jahr 1876, ein Hinweis darauf, dass die Insel früher wesentlich größer war als heute. Nach aktuellen (2008) Auskünften von Seglern ist die Insel inzwischen vollständig überflutet.
Hestholm ist vor allem im Frühjahr Rastplatz von Kormoranen, die ihr Gefieder hier nach dem Tauchen trocknen. 
Hestholm liegt 285 Meter östlich der Halbinsel Reesholm, die von Norden in die Schlei ragt, und ist als Verlängerung der östlichen Schleiseite der Halbinsel zu sehen. Das umliegende Wasser der Großen Breite zwischen Insel und Halbinsel ist sehr seicht, reicht im Süden der Insel aber bis an das Fahrwasser heran.